# (S)-norkoklaurinska sintaza
(S)-norkoklaurinska sintaza (EC 4.2.1.78, (S)-norlaudanozolinska sintaza, 4-hidroksifenilacetaldehidna hidrolijaza (dodaje dopamin)) je enzim sa sistematskim imenom 4-hidroksifenilacetaldehid hidrolijaza (dodaje dopamin, formira (S)-norkoklaurin). Ovaj enzim katalizuje sledeću hemijsku reakciju
4-hidroksifenilacetaldehid + dopamin {\displaystyle \rightleftharpoons } ()-norkoklaurin + H2O
Ovom reakcijom nastaje šestočlani prsten putem formiranja veze između C-6 sa 3,4-dihidroksifenilne grupe dopamina i C-1 aldehida u iminu formiranom između supstrata.

## Literatura
- Nicholas C. Price; Lewis Stevens (1999). Fundamentals of Enzymology: The Cell and Molecular Biology of Catalytic Proteins (Third изд.). USA: Oxford University Press. ISBN 019850229X.
- Eric J. Toone (2006). Advances in Enzymology and Related Areas of Molecular Biology, Protein Evolution (Volume 75 изд.). Wiley-Interscience. ISBN 0471205036.
- Branden C; Tooze J. Introduction to Protein Structure. New York, NY: Garland Publishing. ISBN 0-8153-2305-0.
- Irwin H. Segel. Enzyme Kinetics: Behavior and Analysis of Rapid Equilibrium and Steady-State Enzyme Systems (Book 44 изд.). Wiley Classics Library. ISBN 0471303097.
- William P. Jencks (1987). Catalysis in Chemistry and Enzymology. Dover Publications. ISBN 0486654605.

## Spoljašnje veze
- (S)-norcoclaurine+synthase на 